# Aartrijke
Aartrijke is een dorp in de Belgische provincie West-Vlaanderen. 
Aartrijke was een zelfstandige gemeente tot aan de gemeentelijke herindeling van 1977 en is sindsdien een deelgemeente van Zedelgem. Een inwoner van Aartrijke wordt een Aartrijkenaar genoemd.

## Geschiedenis
Archeologische vondsten getuigen van bewoning van de streek in het neolithicum. Luchtfoto's tonen cirkelvormige structuren die uit de bronstijd en vroege ijzertijd stammen. De naam Aartrijke heeft een Romeinse oorsprong, er liepen Romeinse wegen door Aartrijke en er werden ook munten en keramiek gevonden. De wegen betroffen divercula, en wel de huidige Zeeweg en de huidige Steenstraat (vanuit Steenvoorde naar Brugge).
De naam Aartrijke duikt voor het eerst op in een document uit 893 als "Artiriacum". Het dorp was toen eigendom van graaf van Vlaanderen. In het machtsvacuüm ten tijde van de Vikinginvallen nam de graaf de villa Artiriacum onwettig af van de bisschop van Doornik-Noyon.
Tijdens de godsdiensttwisten werd Brugge in 1578 een calvinistische republiek en van daar uit werden strooptochten gehouden. De malcontenten bestreden de calvinisten en een en ander leidde tot plunderingen door diverse troepen. De herovering door Parma, vanaf 1583, leidde opnieuw tot oorlogshandelingen. Vanaf 1599 werd de streek herbevolkt. Gedurende de 17e eeuw volgden diverse oorlogen elkaar op en ook de 18e eeuw bracht regelmatig conflicten.
Het dorp behoorde in het ancien régime voor ongeveer twee derden tot het Land van het Vrije, voor ongeveer één derde tot het Land van Wijnendale. Twee procent van het grondoppervlak behoorde tot de heerlijkheid Kanunnikse en enkele hectaren tot de heerlijkheid Houtse.
In 1800 werd Aartrijke een zelfstandige gemeente om in 1977 op te gaan in de fusiegemeente Zedelgem, waarbij een deel van het oorspronkelijk grondgebied, namelijk het dorp Wijnendale en omgeving, bij de gemeente Torhout werd gevoegd.
In 1848 vestigden de Zusters van de Heilige Familie zich te Aartrijke om onderwijs te geven. In 1864 kwamen de Zusters van Liefde van Kortemark om bejaarden te verzorgen.  
Veel origineel bronnenmateriaal van Aartrijke wordt bewaard op het Rijksarchief te Brugge, in het OCMW-archief van Brugge en het gemeentearchief van Zedelgem. Voorname publicaties over de geschiedenis van Aartrijke verschenen van de hand van Jules Pollet: "Bijdragen tot de geschiedenis van Aartrijke". Daniel Janssens publiceert af en toe bijdragen in het lokale blad "Agenda" over de geschiedenis van Aartrijke.

## Natuur en landschap
De kern van Aartrijke ligt op het Plateau van Wijnendale, Zandlemig Vlaanderen, dat hier een hoogte van 39 meter bereikt op de Aartrijkeberg. Naar het zuiden toe vindt men een licht golvend landschap. Naar het oosten en vooral naar het westen toe loopt het plateau af met een steilrand en in het noorden neemt de hoogte af tot 10 à 15 meter. Aan de oostelijke zijde ontspringen beken die in noordoostelijke richting verlopen, zoals Zabbeek en Potsdambeek. Deze wateren uit op de Kerkebeek. De beken die op de westelijke flank ontspringen, zoals de Zeewegbeek, lopen in noordelijke richting en monden uit op de Bourgognevaart.

## Bezienswaardigheden
- De Sint-Andreaskerk dateert uit 1894-1900 en werd gebouwd in neogotische stijl. Patroonheilige is Sint-Andreas. Er is een bijzondere verering van Sint-Antonius Abt.
- Kasteel Litterveld, van 1866
- Het kasteel d'Aertrycke behoorde vanouds tot Aartrijke maar bevindt zich sinds 1977 in de gemeente Torhout. Het werd gebouwd naar ontwerp van Jozef Schadde uit Antwerpen. Kasteelheer August de Maere d'Aertrycke (1826-1900) gaf als waterbouwkundige de aanzet voor de plannen van de haven van Zeebrugge
- Oliemolen Termote, een molenrestant
- Brouwerij de Leeuw uit 1871 aan de Engelstraat (vooraanzicht vanaf de Eernegemsestraat, private toegang) is beschermd. Hier huist nu het archief van de gemeente Zedelgem
- De beschermde herberg "3 zwaluwen" (Ichtegemstraat/Zeeweg Noord)
- De beschermde Woning Bruynooghe (Steenstraat/Eernegemsestraat)
- Het Oorlogsmonument voor de gesneuvelden in de Eerste Wereldoorlog, een ontwerp van de lokale beeldhouwer Leonard De Visch (nadien verhuisd en overleden in Sint-Amandsberg (Gent), begraven op het Campo Santo). Anders dan op andere oorlogsmonumenten voor de Eerste Wereldoorlog in België staat hier “Welk nut ligt er in het storten van ons bloed?” Dat maakt het monument van Aartrijke uniek omdat het de oorlogsheroïek niet verheerlijkt[2]

## Demografische ontwikkeling
- Bronnen:NIS, Opm:1831 tot en met 1970=volkstellingen; 1976 = inwoneraantal op 31 december

## Verenigingen

### Jeugd
- Jonkhove, jeugd- en ontmoetingscentrum.
- Jeugdhuis Twen, Aartrijke
- Chiro Aartrijke
- Klj Aartrijke
- VZW Aartrijke leeft

### Muziek
- Fanfare Hoger Op
- Jongerenkoor Artiriacum

### Sport
- Organisator van de Heilig Hartprijs was de veloclub 'Aartrijke Sportief' (opgericht ca. 1920).
- Voetbalclub KVV Aartrijke; groeide uit Eendracht Aartrijke en SC Aster en is aangesloten bij de KBVB en speelt in de provinciale reeksen.

## Bekende personen
- F.R. Boschvogel (1902-1994), schrijver

## Nabijgelegen kernen
Wijnendale, Torhout, Eernegem, Jabbeke, Zedelgem, Zuidwege, Veldegem